# Фэруэтер, Катриона
Катрио́на Фэруэ́тер (англ. Katriona Fairweather, в замужестве Катрио́на Дэ́видсон, англ. Katriona Davidson; род. 24 мая 1978) — шотландская кёрлингистка. Чемпионка мира и Шотландии.
Играла в основном на позиции второго.

## Достижения
- Чемпионат мира по кёрлингу среди женщин: золото (2002).
- Континентальный Кубок по кёрлингу (в составе команды «Европа»): золото (2003).
- Чемпионат Шотландии по кёрлингу среди женщин: золото (2002, 2004).

## Команды
| Сезон   | Четвёртый     | Третий           | Второй            | Первый            | Запасной                               | Турниры                                 |
| ------- | ------------- | ---------------- | ----------------- | ----------------- | -------------------------------------- | --------------------------------------- |
| 1997—98 | Джулия Эварт  | Michelle Silvera | Линн Кэмерон      | Kirsty Drummond   | Катриона Фэруэтер тренер: Питер Лаудон | ЧМЮ 1998 (4 место)                      |
| 2001—02 | Джеки Локхарт | Шейла Суон       | Катриона Фэруэтер | Энн Лэрд          | Эдит Лаудон                            | ЧШЖ 2002 · ЧМ 2002                      |
| 2002—03 | Джеки Локхарт | Шейла Суон       | Катриона Фэруэтер | Энн Лэрд          | Эдит Лаудон тренер: Изобель Ханнен     | ЧЕ 2002 (6 место)                       |
| 2003—04 | Джеки Локхарт | Шейла Суон       | Катриона Фэруэтер | Энн Лэрд          | Келли Вуд тренер: Изобель Ханнен       | ККК 2003 · ЧШЖ 2004 · ЧМ 2004 (5 место) |
| 2004—05 | Джеки Локхарт | Карен Эддисон    | Катриона Дэвидсон | Энн Лэрд          |                                        |                                         |
| 2008—09 | Керри Барр    | Jacqui Byers     | Барбара Макпейк   | Катриона Дэвидсон |                                        |                                         |
| 2012—13 | Джеки Локхарт | Karen Kennedy    | Катриона Дэвидсон | Энн Лэрд          |                                        |                                         |
| 2012—13 | Джеки Локхарт | Karen Kennedy    | Катриона Дэвидсон | Сара Макинтайр    |                                        | ЧШЖ 2013 (4 место)                      |

(скипы выделены полужирным шрифтом)